# Konrad Maass
Konrad Maass (* 4. Juni 1952 in Rostock) ist ein deutscher Maler und Grafiker.

## Leben
Nach der Lehre als Stahlschiffbauer war Maass auf der Werft tätig. Seine ersten Zeichnungen entstanden ab 1970. Der Arbeit als Heizer an der Universität in Rostock folgte im Jahr 1977 nach bestandener Eignungsprüfung die Aufnahme an die Hochschule für Bildende Künste Dresden.
Er trat die universitäre Ausbildung nicht an, sondern studierte die Vorbilder in Dresdner Museen, wo er als Nachtwächter Zugang hatte. Seine Bekanntschaft mit Wilhelm Rudolph führte dazu, dass er ihn als Mentor zu Rate ziehen konnte. Er schloss Bekanntschaft mit Rainer Zille, Stefan Plenkers und Joachim Böttcher, hielt ein wöchentliches gemeinsames Aktzeichnen mit Wolfgang Kühne, Günter Hein, Helge Leiberg und anderen ab und begann seine freiberufliche Tätigkeit. Von 1981 bis 1990 war er Mitglied im Verband Bildender Künstler der DDR. Durch die Bekanntschaft mit dem Maler Egon Pukall erhielt er Zugang zum Toskanakreis.
In den 1980er Jahren wurde er zwar durch die Stadt Dresden gefördert und bekam ein Atelier im Loschwitzer Künstlerhaus, aber eine Studienreise wurde ihm nicht genehmigt. Er wurde privater Meisterschüler und Konsultant bei Harald Metzkes, der ihn in dieser Zeit auch finanziell unterstützte.
Der Künstler lebt und arbeitet im Künstlerhaus Dresden-Loschwitz. Seine Werke befinden sich bundesweit in öffentlichen und privaten Sammlungen.

## Werk
Maass’ Spektrum reicht über die Zeichnung und Collage bis hin zum Aquarell und zu Ölgemälden. Seine Arbeiten sind kraftvoll. In den großen Gemälden findet man häufiger kulissenhafte nach vorne offene Bühnenräume mit manieristisch drapierten weiblichen Aktfiguren vor dem Hintergrund einer Strandlandschaft und dem offenen Meer. Die Interaktion der Figuren zeugt von Leere. Es findet keine Kommunikation untereinander statt. Das Ganze erscheint surreal. Farblich bilden die warmen Rottöne der Wände zusammen mit dem Ockergelb und dem Blau ein harmonisches Bild. Die Zeit scheint angehalten. Es gibt keine Hinweise, die eine aktuelle zeitliche Verortung zuließen. Der Maler bleibt bei der figurativen Geschlossenheit ohne der Doktrin vom sozialistischen Realismus Rechnung zu tragen. Die Ölfarbe wird mit dicken Pinselhieben aufgetragen.
In seinen Aquarellen und Zeichnungen gelingt es ihm hervorragend die Heiterkeit südlicher Landschaft wiederzugeben. Auch die nordischen Gegenden vermag er in ihrer Sprödigkeit und Rauheit sehr gut zu charakterisieren.
Seine Porträts sind dagegen eher konventionell. Das Inkarnat, aus mehreren Farbschichten aufgebaut, zeigt derbe, gut erkennbare Gesichter. Die Collagen haben im Gegensatz dazu stärker moderne Züge. Die farbige und formale Reduktion, die bisweilen bis ins Abstrakte gehen kann führt zu delikaten Ergebnissen. Die kunstgeschichtlichen Einflüsse reichen von den Manieristen zu Rembrandt über Cézanne, Matisse bis zu den Brücke-Künstlern.

## Ausstellungen (Auswahl)
- Vodafone, Dresden 2013
- Helmholtz Institut, Dresden, 2014
- KOSTBARKEITEN, Berlin, 2014
- Seewärts, Kunstpavillon Heringsdorf, 2015

## Werke in Museen und öffentlichen Sammlungen
- Stadtmuseum Dresden: „Marionettenbühne“ 1986 Öl/Leinwand, Drei Aktzeichnungen 1998
- Kunstsammlung Neubrandenburg: „In Wachwitz“ 1985 Kohle/Aquarell
- Deutsches Hygiene-Museum Dresden: „Nordbad“ 1988 Öl/Leinwand
- Kunstmuseum Dieselkraftwerk Cottbus : „Palmenhaus“ Farbaquatinta-Radierung (Grafikmappe)
- Dresden: Wandbild im Innenhof der Königstraße 11